# With Ears to See and Eyes to Hear
With Ears to See and Eyes to Hear è il primo album studio del gruppo musicale statunitense rock Sleeping with Sirens. L'album è uscito il 23 marzo 2010 sotto l'etichetta Rise.

## Tracce
1. If I'm James Dean, You're Audrey Hepburn – 3:40
2. The Bomb Dot Com v2.0 – 3:31
3. You Kill Me (In a Good Way) – 3:45
4. Let Love Bleed Red – 3:42
5. Captain Tyin' Knots vs. Mr. Walkway (No Way) – 3:23
6. Don't Fall Asleep at the Helm – 2:17
7. With Ears to See, and Eyes to Hear – 3:43
8. In Case of Emergency, Dial 411 – 2:46
9. The Left Side of Everywhere – 3:00
10. Outro – 1:33

## Formazione
Sleeping with Sirens
- Kellin Quinn – voce, tastiera, programmazione
- Brandon McMaster – chitarra, voce secondaria
- Justin Hills – basso
- Nick Trombino – chitarra ritmica, voce secondaria
- Gabe Barham – batteria

Musicisti aggiuntivi
- Aaron Marsh – voce aggiuntiva in Let Love Bleed Red
- David Stephens – voce aggiuntiva in Captain Tyin' Knots vs. Mr. Walkway (No Way)

Produzione
- Cameron Mizell – missaggio, mastering, produzione, ingegneria acustica, programmazione e percussioni
- Glenn Thomas – design